# Web2py
web2py是一个开源的web应用框架，用Python编程语言书写。web2py允许web开发者使用Python编程动态web内容。web2py设计用来帮助缩减冗长的web开发任务，比如从头做起开发web表单，尽管web开发者需要的话可以从头做起建立表单。
web2py最初设计为强调易于使用和部署的教学工具。因此它没有项目级的配置文件。web2py的设计受到了Ruby on Rails和Django框架的启发。类似这些框架，web2py聚焦于快速开发，偏好约定优于配置方式，并服从模型–视图–控制器（MVC）架构模式。

## 概述
web2py是一个全栈框架，它拥有所有主要功能的内建构件，包括：
- HTTP请求，HTTP响应，cookie，会话；
- 多种协议[3]： HTML/XML，REST，ATOM和RSS，RTF和CSV，JSON，JSON-RPC和XML-RPC，AMF-RPC（Flash/Flex），和SOAP；[4]
- CRUD API；
- 多种身份验证机制和以角色为基础的存取控制；
- 数据库抽象层（DAL），动态的生成SQL并在多种兼容的数据库后端运行；
- 基于RAM、磁盘和memcached的缓存用于可扩展性；
- 国际化支持；
- jQuery用于Ajax和UI效果；
- 自动化的具有上下文的错误日志。

web2py鼓励彻底的软件工程实践，比如：
- 模型–视图–控制器（MVC）模式；
- web表单的自提交[5]；
- 服务器端会话；
- 上载文件的安全处理。

web2py使用了WSGI协议，这是在web服务器和web应用之间通信的面向Python的协议。它还提供对CGI和FastCGI协议的处理器，并且它包括了多线程、启用SSL的Rocket wsgiserver。